# Chambérat
Chambérat ist eine französische Gemeinde mit 279 Einwohnern (Stand: 1. Januar 2022) im Département Allier in der Region Auvergne-Rhône-Alpes. Sie gehört zum Arrondissement Montluçon und zum Kanton Huriel.

## Geographie
Die Gemeinde Chambérat liegt im Einzugsbereich des Flusses Meuzelle, der die Gemeinde im Süden begrenzt, 16 Kilometer westnordwestlich von Montluçon. Nachbargemeinden von Chambérat sind Viplaix im Nordwesten und Norden, Courçais im Norden und Nordosten, La Chapelaude im Osten, Huriel im Südosten, Archignat im Süden, Saint-Sauvier im Südwesten und Westen sowie Mesples im Westen.

## Bevölkerungsentwicklung
| Jahr                       | 1962 | 1968 | 1975 | 1982 | 1990 | 1999 | 2006 | 2016 | 2022 |
| Einwohner                  | 509  | 474  | 403  | 350  | 332  | 308  | 312  | 307  | 279  |
| Quellen: Cassini und INSEE |      |      |      |      |      |      |      |      |      |

## Sehenswürdigkeiten
- Kirche Saint-Joseph aus dem 19. Jahrhundert
- Menhir La Pierre

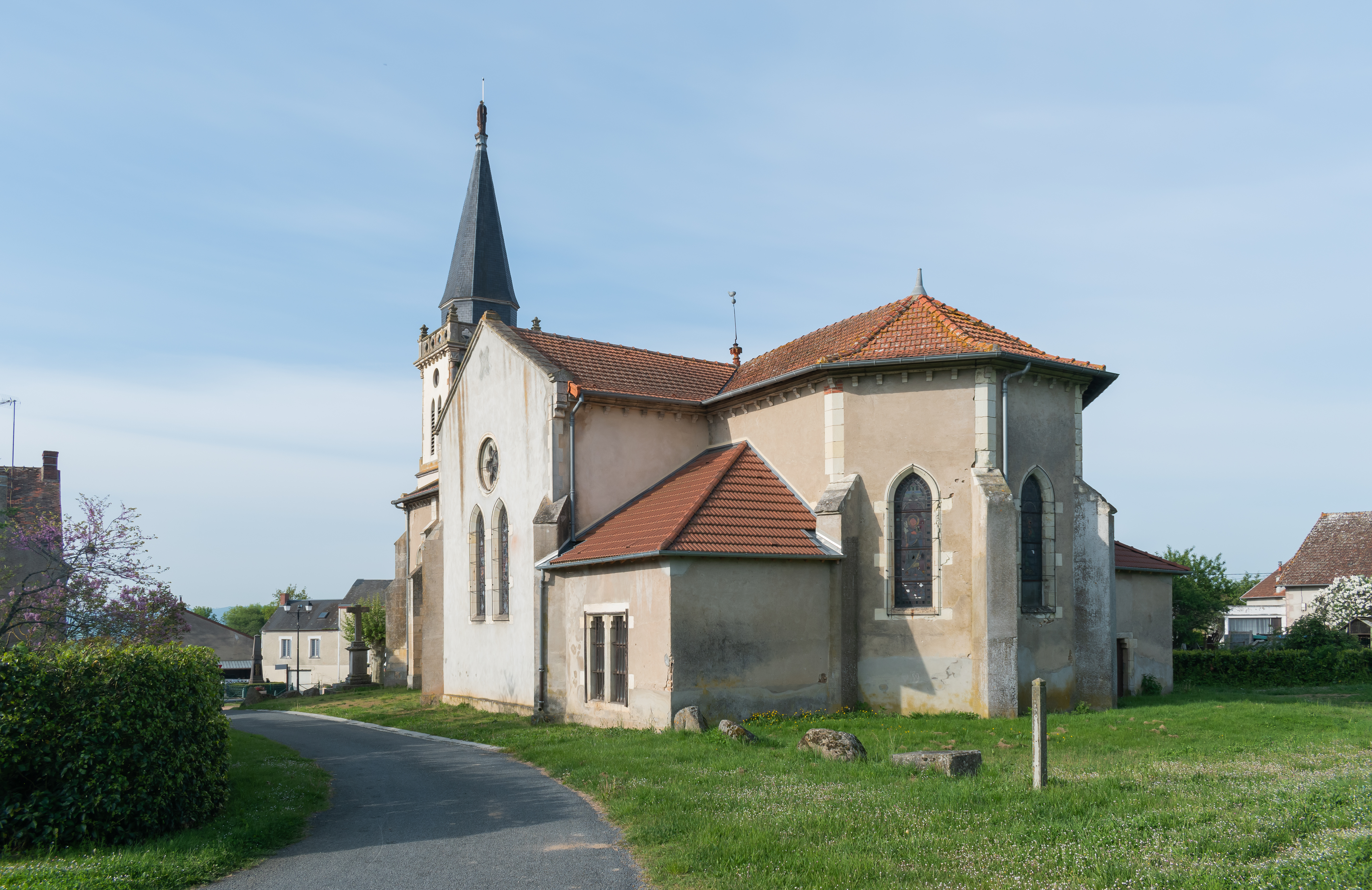
Kirche Saint-Joseph
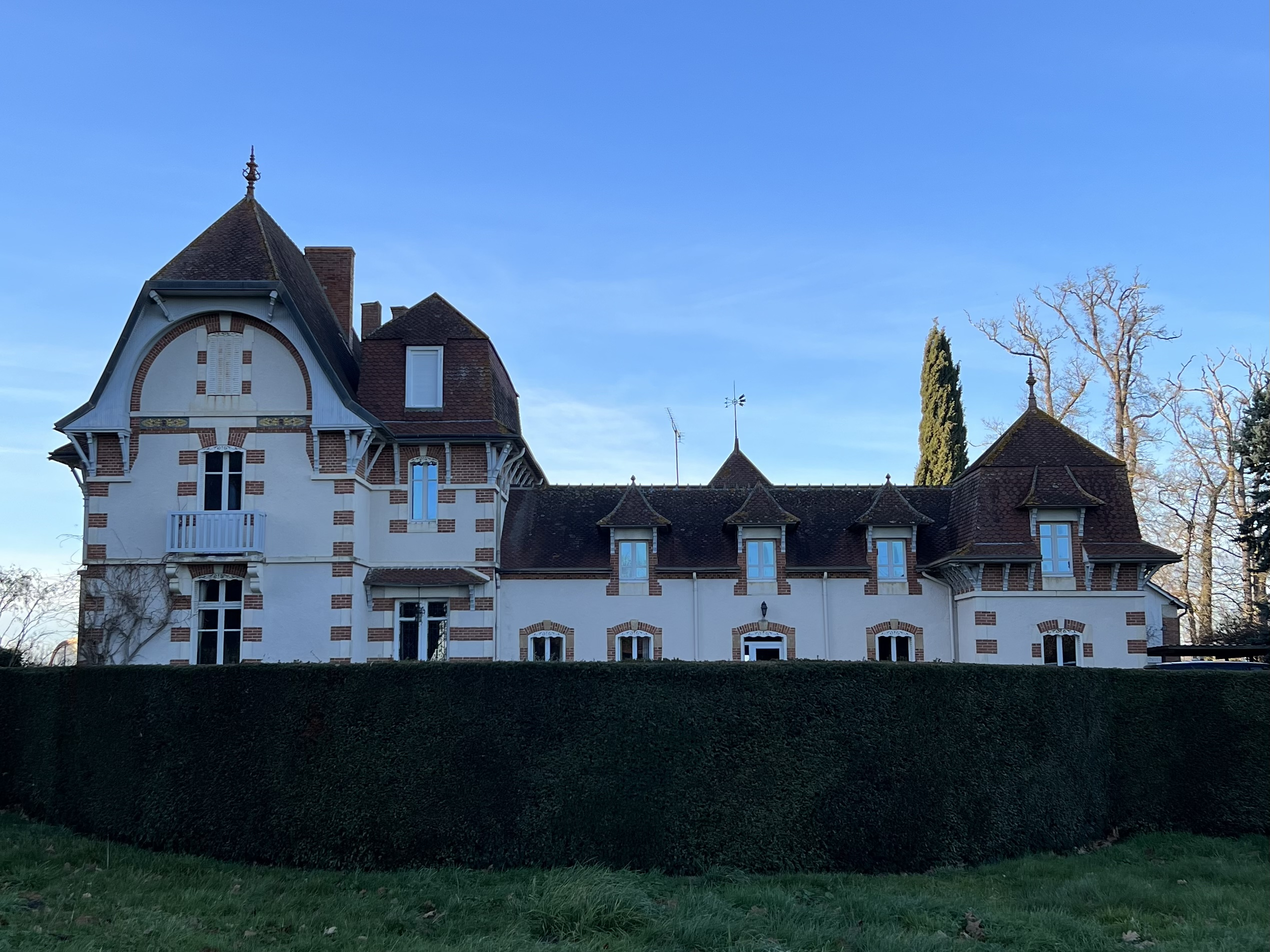
Herrenhaus Le Bergerat